# 3,7-二乙酰基-1,3,5,7-四氮杂二环壬烷
3,7-二乙酰基-1,3,5,7-四氮杂二环壬烷（DAPT）是一种有机化合物，化学式为C9H16N4O2。它可由乌洛托品和乙酸酐反应制得。它可用于合成DAPT的其它衍生物及奥克托今。

由DAPT制备奥克托今